# Leszek Arent
Pour les articles homonymes, voir Arent.
Leszek Arent, né le 2 février 1937, à Varsovie, en Pologne et décédé le 1er août 2016, est un ancien joueur et entraîneur de basket-ball polonais. Il évolue aux postes de meneur et d'arrière.

## Biographie
- Finaliste du championnat d'Europe 1963
- Champion de Pologne 1960, 1961, 1963, 1966